# Gladiolus exilis
Gladiolus exilis är en irisväxtart som beskrevs av Gwendoline Joyce Lewis. Gladiolus exilis ingår i släktet sabelliljor, och familjen irisväxter. Inga underarter finns listade i Catalogue of Life.